# Лопяло, Карл Карлович
Карл Ка́рлович Лопя́ло (5 ноября 1914, Петроград — 26 февраля 1979, Ленинград) — художник, архитектор, график, живописец, автор множества графических реконструкций известных памятников архитектуры, защитник культурного наследия России, активный деятель Всесоюзного общества охраны памятников истории и культуры (ВООПИиК).
Он жил и работал в Москве, здесь судьба свела его с замечательными людьми, оказавшими большое влияние на его дальнейшую творческую деятельность, — с Игорем Грабарем и Петром Барановским.
Совместно с Петром Дмитриевичем неутомимо производились исследования, обмеры, графические фиксации разнообразных сооружений города. Карл Карлович выполнял прекрасные рисунки-реконструкции, акварели, целые панорамы памятников Москвы.

## Биография

1968. Реконструкция Палат гетмана Мазепы в Ивановском М. П. Цапенко, К. К. Лопяло.

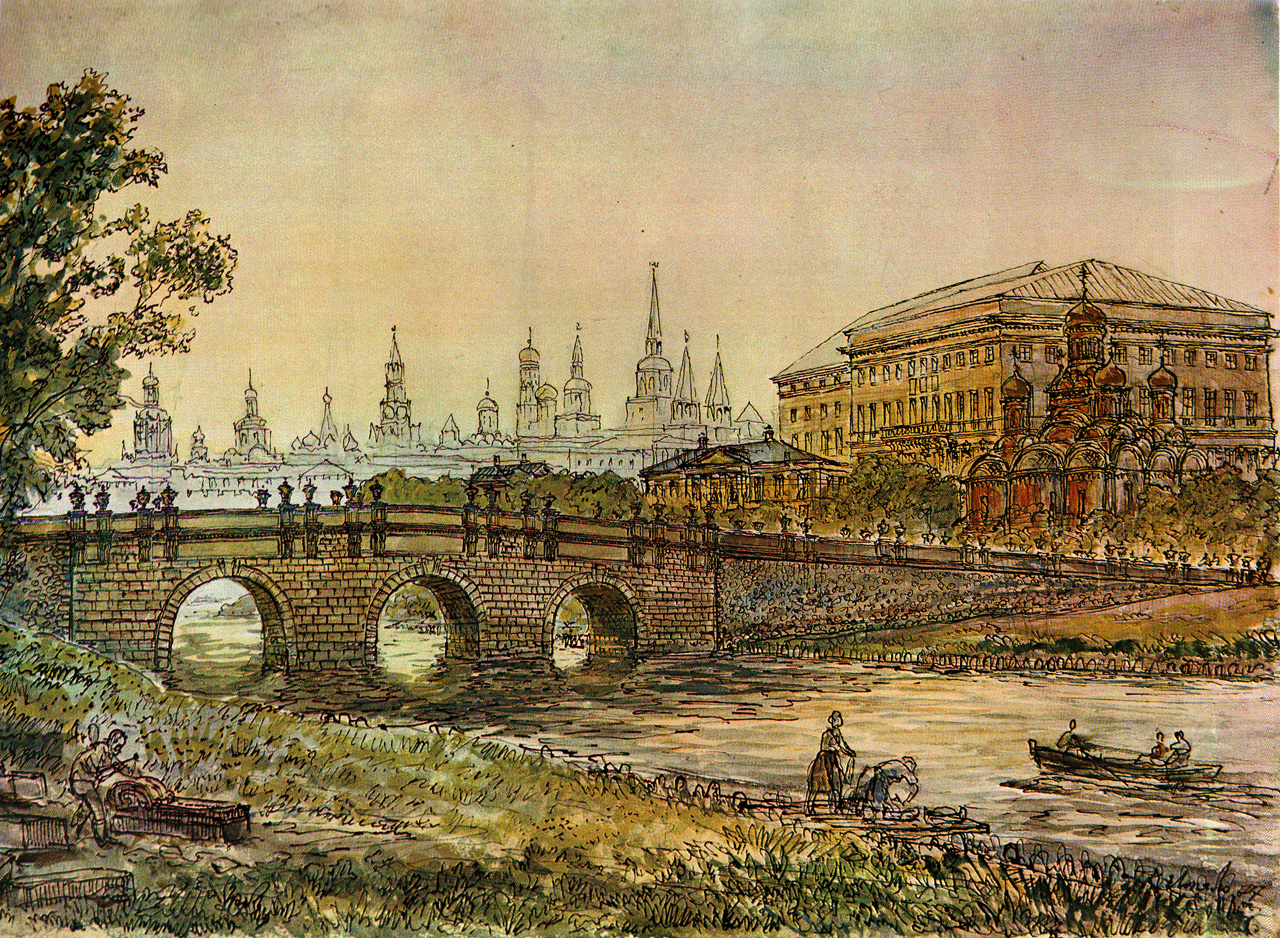
Неглинная и Кузнецкий мост в XVIII в.

Карл Карлович Лопяло родился 5 ноября 1914 года в Петрограде, в семье рабочего-слесаря. Когда ему исполнилось пять лет, семья переехала в город Рославль. В своей незавершённой «Автобиографии» он писал о событиях детства, проведённого в Рославле и потом в Москве. Рисовать очень рано.
Отец Карла Карловича, Карл Каетанович Лопяло (пол. Karol Łopiałło), работал на партийной работе, потом на профсоюзной, но одновременно занимался литературной деятельностью, писал статьи по строительству и приветствовал желание сына заниматься рисованием.
В 1924 году Карл Карлович переехал в Москву. Он оказался в большом городе, где его окружала удивительная архитектура.
Вот как он сам написал о своих первых впечатлениях о Москве: «…над морем людских голов нам раскрылась величественная архитектурная панорама Белорусской площади с грандиозным монументом на ней — Триумфальной аркой Бове. Она воплощала в себе идею торжества русского народа над интервентами …и была более величественной, нежели арка Константина в Риме, даже на целый метр выше, не считая шестерки венчающих её коней. …Арка сияла солнечным блеском своих плоскостей со скульптурными украшениями. Все скульптуры, капители и стволы колонн были отлиты из чугуна. Масштабность арки была такова, что люди по отношению к ней казались муравьями. Поистине она была одним из чудес мировой архитектуры…» 
В 1925 году он поступает в 53-ю школу, которую заканчивает в мае 1930 года. В это время Карлу Карловичу довелось увидеть, как разбирали Сухареву башню.
Он вспоминал: "…Началась разборка Сухаревой башни. Разбирали её вручную целый месяц. …Мало что понимая в архитектуре, я сделал с разных точек наброски разборки Сухаревой башни. Большинство москвичей относились к этому явлению равнодушно. Меня поразил только один пожилой человек это был дворник. Мне запомнилось (и я часто это вспоминаю), как он, усатый, стоял, смотрел на Сухареву башню и плакал. Его спросили: «Что вы плачете, у вас что-то болит?» На что он ответил: «Плачут не от боли, а от обиды. Я плачу от обиды за Сухареву башню».
По окончании школы Карл Карлович учился в Московском дорожном техникуме и одновременно работал на строительстве посёлка в Измайлове каменщиком, штукатуром, маляром. С третьего курса техникума в 1933 году он ушёл учиться в Московский архитектурный институт. В 1935 году, учась в институте, работал в сельскохозяйственном кабинете Академии архитектуры СССР. В этих же годах по проекту К. К. Лопяло были построены в селе Голубовке Середино-Будского района Черниговской области мельница-электростанция и несколько типов жилых домов. Проект генеральной перестройки села был почти полностью выполнен в натуре. Во время Великой Отечественной войны большинство построек Голубовки погибло.
В марте 1939 года Карл Карлович окончил Московский архитектурный институт по факультету жилых и общественных сооружений. Его дипломный проект на защите получил похвальный отзыв А. В. Щусева и оценку «отлично».
После окончания института началась новая полоса жизни. Карл Карлович поступил работать в мастерскую Б. М. Иофана, В. Г. Гельфрейха и В. А. Щуко по проектированию Дворца Советов. Но уже через полгода призывается в армию. Став солдатом, он не оставляет своей художественной деятельности, продолжает рисовать, писать акварели, а в 1940 году даже выполняет для армейского клуба в Москве картину «Парад на Красной площади».
С июня 1941 года Карл Карлович на Западном фронте. Воевал в звании гвардии младшего сержанта в составе 1-го Гвардейского полка связи, сначала в 16-й, затем в 11-й Гвардейской армии. Он участвовал в боевых операциях под Оршей и Рудней, под Витебском и Смоленском, под Москвой и Можайском.
В это время произошло для него очень памятное событие. В лесу под Дорогобужем осенью 1941 года Карл Карлович дважды встретился со своим отцом — добровольцем московского ополчения, комиссаром отдельного разведбатальона, так и не вернувшимся с фронта домой. От этих встреч остались несколько фотографий и портрет отца, нарисованный на бересте за неимением бумаги.
Карл Карлович прошёл почти всю войну. Воевал на Брянском, Прибалтийском фронтах, участвовал в Курском сражении.
С 1943 года — член КПСС.
Весной 1944 года северо-западнее г. Невеля в бою под Идрицей при наводке линии связи на минном поле Карл Карлович был тяжело ранен. Осенью того же года он был демобилизован по ранению как инвалид Великой Отечественной войны.
За время службы был награждён орденом Отечественной войны II степени, медалями «За оборону Москвы» и «За победу над Германией». Во время войны на фронте и в госпитале Карл Карлович много рисовал тушью, карандашом, акварелью, оформлял журнал «Гвардеец-связист». Сохранились наброски, рисунки, акварели военных лет.
С 1944 года Карл Карлович учится в Московском Суриковском институте, вначале на живописном, позже на графическом и на монументальном факультетах. Большое внимание он уделяет рисунку, интерес к которому почувствовал ещё в военные годы. Вместе с тем не осталась забытой и прежняя профессия, учёбу в институте он совмещает с практической работой архитектора.
В 1947—1948 годах Карл Карлович вместе со своим другом архитектором С. Г. Деминским проектирует и строит Дом отдыха Днепрогэса в Ялте, работает на строительстве Театра имени Е. Б. Вахтангова в мастерской П. В. Абросимова, участвует в многочисленных конкурсах Союза архитекторов.
С целью пропаганды памятников культуры Карл Карлович публиковал в 1950-е годы в газете «Вечерняя Москва» серию статей под рубрикой «Памятные места Москвы», сопровождая их своими рисунками и краткими аннотациями. Для киностудии «Центрнаучфильм» в[1974 году он делает семь панорам архитектурных ансамблей Москвы: дворца Алексея Михайловича в Коломенском, Измайловского ансамбля, палат на Кропоткинской улице, Крутицкого подворья.
Карл Карлович Лопяло пользовался большим авторитетом в научных коллективах московских реставраторов, которые неоднократно привлекали его к сотрудничеству. В частности, для мастерских, руководимых В. Я. Либсоном, были сделаны реконструкции таких архитектурных ансамблей, как Царицыно, палаты на Кропоткинской улице, Новоспасский монастырь и Крутицкое подворье.
На протяжении многих лет Карл Карлович сотрудничал и с Музеем истории города Москвы.
По архивным данным и материалам археологических исследований, проводимых под руководством А. Г. Векслера, воссоздавались как общие виды города, так и отдельные памятники: палаты Н, К. Нарышкиной в Кремле, Английское подворье, палаты Хамовного двора, Ильинские ворота Китайгородской стены, Кузнецкий мост.
Среди древних сооружений Москвы были такие, к которым Карл Карлович возвращался на протяжении всей своей жизни. Одним из них был Московский Кремль. Карл Карлович делал реконструкции отдельных его памятников, а также общие панорамы со стороны Красной площади и Москвы-реки. Он сделал целую серию акварелей и рисунков, на которых воссоздавался облик Кремля в случае осуществления грандиозных замыслов В. И. Баженова по его перестройке.
В одной из научных работ Карла Карловича была статья о реконструкции Золотой палаты Кремлёвского дворца и её монументальной живописи по описанию Симона Ушакова. К этой работе им были сделаны иллюстрации реконструкций интерьеров и живописи, а также внешнего облика Золотой палаты и Красного крыльца времен Ивана Грозного.
В последние годы своей жизни Карл Карлович задумал серию живописных работ — Московский Кремль в различные исторические эпохи, начиная с Кремля XV—XVI веков и до сегодняшнего дня. Эта работа осталась незавершенной.
Дружеские отношения и совместная работа связывала художника с многими деятелями искусства и архитектуры. Это Н. И. Брунов, М. А. Ильин, А. В. Бунин и Т. Ф. Саваренская, К. Н. Афанасьев, Г. К. Вагнер, Б. П. Михайлов, В. Я. Либсон, М. Г. Бархин, М. П. Цапенко, И. В. Маковецкий. Список этот можно продолжать ещё долго, поскольку широкий диапазон творчества Карла Карловича давал ему возможность работать в различных областях искусства.
Творческая деятельность Карла Карловича Лопяло как архитектора и художника была богата и разнообразна, наполнена интересными и замечательными событиями.
Он был деятельный, открытый, энергичный человек, много трудившийся, и потому так велико его творческое наследие. Работы Карла Карловича можно увидеть в различных музеях и частных коллекциях, в государственных учреждениях.
Многочисленные рисунки, наброски, этюды с натуры, которые он делал в любых условиях, помогали ему потом при создании реконструкций памятников архитектуры. Помимо работы в Институте истории искусств и общественной работы с П. Д. Барановским Карл Карлович многое делал как художник.
Им было написано множество акварелей, сделаны копии с фресок и мозаик, графические книжные иллюстрации. Достаточно сказать, что он иллюстрировал более 50 книг. Тесное сотрудничество связывало его с издательством «Искусство», где он проделал большую работу при оформлении книг из серии «Дороги к прекрасному».
У Карла Карловича осталось много живописных полотен, портретов.
Своеобразие работ Карла Карловича — в его художественном, творческом подходе к любому роду деятельности, в умении максимально полно раскрыть поставленные перед ним задачи, проявляя при этом незаурядные знания, эрудицию и неистощимую фантазию.
Можно сказать, что жизнь Карла Карловича была прожита не для себя, а для других. Его душа и мысли, наполненные творческой энергией, постоянно были заняты заботой о памятниках, о судьбе культурного наследия. Незадолго до смерти, когда ему исполнилось шестьдесят лет, он написал небольшой листок, который назвал «Самому себе».
Там есть такие строки: «Единственный вывод: работать и работать. Писать, рисовать и реализовывать свои замыслы в материале. Как можно больше. Портреты современников — рисовать всегда, где придётся. Ближайшие задачи — освоить гравюру. На линолеуме. Чёрное. Серое. Белое. Особенно памятники архитектуры, то, что погибает. Протянем руку будущему».
Умер 26 февраля 1979 года в Ленинграде. Похоронен на Преображенском кладбище.

## Сотрудничество с И. Е. Грабарём
Очень важной для становления творческой личности оказалась возможность сотрудничества с И. Э. Грабарем.
Окончив Московский художественный институт в 1950 году и получив диплом художника-живописца, Карл Карлович стал сотрудником Института истории искусств и был привлечён к работе большого коллектива видных учёных-искусствоведов по созданию многотомного издания «Истории русского искусства». В это время совместно с И. Э. Грабарем были сделаны реконструкции таких московских памятников, как собор Заиконоспасского монастыря, Меншиковой башни, а также первоначального вида дворца А. Д. Меншикова, Арсенала, въездной арки и конного двора в Петровском-Разумовском и многих других.
Работа с И. Э. Грабарем в Институте истории искусств над реконструкциями для многотомной «Истории русского искусства» дала возможность Карлу Карловичу проявить свой талант художника и архитектора, накопить те знания по теории и истории архитектуры, которые он потом блестяще применял и в работе над воссозданием утраченного облика памятников в сотрудничестве с П. Д. Барановским, и в многочисленных археологических и этнографических экспедициях, и в научных статьях по истории русского и мирового искусства.
И. Э. Грабарь писал в 1956 году о К. К. Лопяло: «Он окончил Архитектурный институт и, не удовлетворившись этим, пошел в Художественный институт Сурикова, который тоже окончил, став блестящим художником и архитектором одновременно. Особенно увлекается он реконструкцией старой архитектуры, которую очень чувствует. Недовольный своей реконструкцией Меншиковой башни, он сделал её заново для себя, в крупном размере, ещё более убедительно прежней» (Игорь Грабарь. Письма 1941—1960 гг. — М.: Наука, 1983).
Подтверждение этой характеристики — в сотнях рисунков, выполненных Карлом Карловичем действительно с удивительной интуицией и чувством архитектуры в течение почти тридцатипятилетней творческой деятельности, в его акварелях, живописных работах, портретах, этюдах, научных статьях.
И. Э. Грабарь писал К. К. Лопяло в 1955 году: «Мне бы очень хотелось просить Вас выполнить один небольшой чертеж по имеющимся у меня материалам для VI тома „Истории русского искусства“. Но объяснить, о чём идет речь, я мог бы только лично Вам…»
За время работы в институте проявилась склонность Карла Карловича к теоретическим исследованиям, в дальнейшем им были написаны и частично изданы труды по теории и истории искусств. Это статьи «Идеальный город А. Дюрера», «К примерной реконструкции Золотой палаты Кремлёвского дворца и её монументальной живописи», альбом «Ордера античной архитектуры Северного Причерноморья».
Его практические навыки художника и архитектора использовались в многочисленных экспедициях Академии наук СССР, где Карл Карлович занимался обмерами, художественной фиксацией архитектурных памятников. Он участвовал в научных экспедициях по Кавказу, Средней Азии, Среднему и Верхнему Поволжью, Русскому Северу, Сибири, Белоруссии, Украине, Крыму.

## Сотрудничество с П. Д. Барановским
Особое место в жизни и творчестве Карла Карловича занимала общественная работа в Обществе охраны памятников истории и культуры, где он сотрудничал с Петром Дмитриевичем Барановским, знакомство с которым состоялось ещё в 1949 году и определило всю дальнейшую творческую судьбу художника.
П. Д. Барановский, любитель и знаток древнерусской архитектуры, выдающийся реставратор, энтузиаст сохранения памятников, был человеком неутомимым в своей профессии, к которой и привлек Карла Карловича. Их творческая дружба, начавшись на рубеже 1940-х — 1950-х годов с совместной работы в архитектурно-археологических экспедициях, в дальнейшем не прерывалась до конца жизни. П. Д. Барановский придал деятельности Карла Карловича специфическое направление, позволяющее совместить дарование художника-архитектора с любовью к материальному культурному наследию, воплощенному в творениях русских зодчих.
По его просьбе Карл Карлович выполнял прекрасные рисунки-реконструкции, акварели, целые панорамы памятников Москвы. Совместно с Петром Дмитриевичем неутомимо производились исследования, обмеры, графические фиксации разнообразных сооружений города.
Своей работе по охране памятников архитектуры Москвы Карл Карлович придавал большое значение. Работая в выходные дни, в нерабочее время, он мог за одну ночь сделать рисунок-реконструкцию или акварель памятника. Спешность работ в большинстве случаев была связана с угрозой уничтожения памятников.
Вот строки из письма П. Д. Барановского Карлу Карловичу: «Было заседание в ГлавАПУ, в Градостроительном Совете, и Ваши композиции произвели большое впечатление и вызвали одобрение большее, чем все остальное». И в другом письме: «Сейчас мне очень необходимо срочно видеть Вас по вопросу интересному в равной мере как для меня, так и для Вас. Очень важно было бы иметь хотя бы маленький эскиз для характеристики погибающего (памятника)».
Вовремя сделанные городские рисунки-реконструкции не один раз помогали отстоять древние постройки. Таким образом были спасены: Крутицкое подворье, Новоспасский монастырь, Гранатный двор, палаты XVII века на Кропоткинской улице, палаты Волконских и многие другие московские памятники.
Много лет и сил было отдано Карлом Карловичем совместной с П. Д. Барановским работе по восстановлению такого замечательного сооружения, как Крутицкое подворье. Результатом этой деятельности были сохранившиеся панорамы-реконструкции ансамбля, представляющие собой графическое воссоздание облика памятников на разные исторические периоды их существования. Многие из этих реконструкций выполнялись с присущей автору фантазией, но при этом обладали высокими художественными достоинствами и демонстрировали необычайное богатство творческого воображения художника. Надо сказать, что именно эти работы высоко ценились П. Д. Барановским, считавшим, что они имеют большое значение для общего творческого процесса реставрации памятников.
Такой подход давал возможность изображать несохранившиеся сооружения, о которых до нас дошли лишь отрывочные сведения.
Карл Карлович так писал об этом: «Сколько их погибло, теперь уже безымянных и никому не известных шедевров мирового искусства. О многих дошли только легенды да смутные описания, на основе которых, на логике и тектонике, опираясь на полёт фантазии, возможно их как-то представить…»
Его реконструкции, даже те, которые были выполнены на основе точных архивных и археологических данных, всегда несли в себе этот элемент «полёта фантазии», что придавало им особенное своеобразие.

## Выставки
Начиная с 50-х годов участвует в художественных выставках. Это выставки ветеранов Великой Отечественной войны (с 1966 по 1976 год)
- «Памятники архитектуры в произведениях московских художников» (1970)
- «Москва Историческая» (1972)
- В экспедиции с П. Д. Барановским в Болдино Смоленской области (1964) наряду с реконструкциями Болдинского монастыря Карл Карлович создает целую галерею — более сорока портретов партизан для краеведческого музея.